# Stefan Szolc-Rogoziński
Stefan Szolc-Rogoziński (Kalisz, 14 de abril de 1861 - París, 1 de diciembre de 1896) fue un explorador polaco.

## Biografía
Fue hijo de Ludwik Scholtz y de Malwina Rogozińska. Bajo la influencia de su madre, de origen polaco, la familia Scholtz se fue polonizando poco a poco, aunque el idioma familiar siguió siendo el alemán. Stefan, de adulto, polonizó su apellido a "Szolc" y añadió el apellido de soltera de su madre. Se educó en un instituto alemán de Breslavia y aprendió varios idiomas.
Sirvió en la Armada Rusa, donde alcanzó el rango de teniente. Emprendió a bordo del crucero de vela General Admiral  su primera vuelta al mundo, durante la cual visitó Marruecos y Argelia.
En mayo de 1881,  fue aceptado en la Sociedad Geográfica de París. Comenzó a planear una expedición polaca para lo que busco ayuda financiera. En 1883, se estableció en la costa de Camerún con el geólogo Clemens Toraczek y el meteorólogo Leopold Janikow y estableció una estación polaca en la isla de Mondoleh, en la bahía de Ambas. 
Realizó varios viajes de investigación por la costa y el interior del Camerún, llegando hasta el lago Barombi Koto, y luego remontó el río Mungo hasta las cercanías del lago Barombi Mbo. En 1884, escaló el Monte Camerún con  el explorador alemán Hugo Zöller.  
Mediante los llamados tratados de protección, intentó expandir la zona que rodea la actual ciudad de Limbe y crear una colonia polaca en África. En 1887, la zona pasó a ser propiedad alemana, aunque Szolc-Rogoziński intentó impedirlo cediendo el terreno a los británicos, pero finalmente fracasó.
En 1888, regresó a Polonia y luego viajó entre 1892 y 1893 por Egipto. Se trasladó en 1896 a París, con la esperanza de realizar nuevas expediciones, pero murió allí atropellado por un autobús. 

## Obras
- Żegluga wzdłuż brzegów zachodniej Afryki [Navegación por la costa de África Occidental] (1886).
- Pod równikiem (odczyty) [Bajo el Ecuador (Lecturas)] (1886).
- Rysy charakterystyczne murzyńskiego narzecza „bakwiri” używanego w górach kameruńskich [Rasgos característicos del dialecto negro «bakwiri» utilizado en las montañas camerunesas] (1887).